# Gilberto Gramellini
Gilberto Gramellini (Forlì, 17 novembre 1930 – Belgrado, 18 dicembre 2013) è stato un lottatore italiano.

## Biografia
Nato a Forlì nel 1930, gareggiava nella lotta greco-romana, nella classe di peso dei 57 kg (pesi gallo).
A 29 anni ha partecipato ai Giochi olimpici di Roma 1960, nei pesi gallo (57 kg), vincendo i primi 2 turni, ai punti contro il polacco Bernard Knitter e per schienata con lo svizzero Richard Debrunner, pareggiando il 3º contro l'ungherese Imre Hódos e uscendo ai punti al 4º turno, con il rumeno Ion Cernea, poi medaglia d'argento, concludendo quindi al 9º posto.